# Vinckenbosje
Het Vin(c)kenbosje (in het Venloos: Vin(c)keböske) is een in 1964 gebouwde wijk in Venlo in de Nederlandse provincie Limburg. De wijk maakt deel uit van het gebied Stalberg.
In het gebied was vroeger voornamelijk landbouw en later stonden er ook veel kassen. De naam Vinckenbosje duidt op het bosje dat er stond voor de bouw van de wijk en komt nu alleen nog maar terug in de hoofdstraat Vinckenhofstraat en enkele verenigingen, zoals de hulpdienst van de parochie. Ook onder de bewoners is de naam van de wijk weinig bekend en wordt veelal aangeduid als Stalberg.

## Parochie
Vanwege de nieuwbouw in de wijk, die bestond uit 340 flats in aanbouw, werd besloten een nieuwe parochie te stichten, de H. Geest-parochie. Hierbij werd pastoor Vroomen benoemd tot bouwpastoor. Zolang er nog geen kerk was, werd de St. Willibrordusschool (die in de wijk ligt) gebruikt als noodkerk. De nieuwe kerk zou een multifunctioneel gebouw moeten worden en werd zodanig ontworpen, dat deze bij leegstand gebruikt kon worden als sportzaal.
De kerk werd op 24 september 1966 ingezegend door deken J.M. Kluijtmans. De kerk stond tegen de school aan, maar had een eigen ingang, zodat via een narthex de zaalkerk kon worden betreden. De kerk zelf was door de week in gebruik als sportzaal voor de school, zodat het podium iedere keer opnieuw moest worden opgebouwd en van vloerbedekking voorzien. De stoelen werden door de week opgeslagen in de kelder. De ruime ingang werd permanent gebruikt als dagkerk en kon met een vouwwand met de grote zaal worden verbonden.
In 1968 werd een architect gezocht voor de bouw van een nieuwe kerk, maar door teruglopend kerkbezoek werd in 1970 besloten hiervan af te zien. De gemeente besloot de noodkerk niet meer als sportzaal te gebruiken. In 1985 kon ook geen nieuwe pastoor meer gevonden worden. De parochie werd ondergebracht bij de H. Familie-parochie. De gemeente nam de kerk over en gebruikte het gebouw alsnog als sportzaal. In de jaren ’90 werd het gebouw gesloopt.